# Jablanica (Gradiška)
Jablanica (szerbül: Јабланица), szerb falu Gradiška községben, Bosznia-Hercegovinában, Bosanska krajina területén, a Szerb Köztársaságban. 

## Fekvése
Bosznia-Hercegovina északi részén, a Potkozarje területén, Banja Lukától légvonalban 38, közúton 61 km-re észak-északnyugatra, községközpontjától légvonalban 19, közúton 24 km-re nyugatra, a Prosara-hegység déli lejtőin, és a Kozara-hegység északi lábánál, 160-300 méteres magasságban, a Jablanica-patak mentén fekszik. Két főbb része Donja és Gornja Jablanica. Több, kis településből áll: Adžino Selo, Babići, Brđani, Gornja Jablanica, Jablanica, Kaštele, Koturevi, Lukići, Rebrovac és Španjići. 

## Népessége
| Nemzetiségi csoport | Népesség 1991 | Népesség 2013 |
| ------------------- | ------------- | ------------- |
| Szerb               | 728           | 442           |
| Bosnyák             | 0             | 1             |
| Horvát              | 0             | 1             |
| Jugoszláv           | 6             | 0             |
| Egyéb               | 11            | 1             |
| Összesen            | 745           | 445           |

## Története
A Koturevi falucska melletti Gradina nevű magaslaton talált régészeti leletek tanúsága szerint itt már a kora középkorban is éltek emberek. A település 1878-ig tartozott az Oszmán Birodalomhoz, ekkor a berlini kongresszus határozata alapján az Osztrák-Magyar Monarchia része lett. 1879-ben az első osztrák-magyar népszámlálás során az Orahovo községhez tartozó településnek 120 háztartása és 703 ortodox szerb lakosa volt. 1910-ben a Bosanska Gradiškai járáshoz tartozó településen 227 háztartást és 1460 ortodox szerb, valamint 6 római katolikus lakost találtak. A monarchia szétesésével 1918-ban előbb a Szerb-Horvát-Szlovén Királyság, majd 1929-től a Jugoszláv Királyság része. 1921-ben 245 háztartása és 1366 lakosa volt.
Jugoszlávia megszállása után a település a Független Horvát Állam (NDH) része lett. Lakói közül sokan csatlakoztak a Kozara-hegységben meghúzódó partizánokhoz. 1941 novemberének Az NDH rendőrség adatai szerint 1941. november 25-én és 26-án az Usztasa mintegy 170 szerbet ölt meg Miloševo Brdo, Sovjak és Jablanica falvakból, Jablanica faluban. A legtöbb meggyilkolt Miloševo Brdo és Sovjak falvakból származott. Az NDH rendőrségének egy másik forrása szerint szeptember 25-én az Usztasa mintegy 57 sovjaki és 50 Miloševo Brdo-i embert („főleg 12-15 éves fiúkat”) fogott el, majd szeptember 26-án Jablanicában lelőtte és lemészárolta őket. Ebben a jelentésben megemlítik, hogy előző napon, szeptember 25-én az usztasák további 20 lakost fogtak el Milosevo Brdóban, és Jablanicában őket is meggyilkolták. Akiket nem öltek meg, azokat fogolytáborokba hajtották. Az 5. kozarai dandár megalakulásával, 1942 kora őszén kezdett visszatérni az élet, amikor horvát partizánok Szlavóniából sok helybelit visszahoztak. 1944 januárjában ismét erős ellenséges erők támadták meg a Kozara vidékét. Az újabb offenzíva a sorban borította sötétségbe a környék falvait. 1945-től a település a szocialista Jugoszlávia része lett. A boszniai háború idején a település a Boszniai Szerb Köztársaság része volt. A daytoni békeszerződést követő területfelosztásnál a település Bosanska Gradiška község részeként a Szerb Köztársaság területéhez került. 

## Gazdaság
Jablanica falut gyümölcstermesztésre alkalmas terep jellemzi, amit a területen található nagy gyümölcsös ültetvények is bizonyítanak. Jablanica területén található a régió egyik legnagyobb gyümölcsültetvénye.

## Nevezetességei
- Gradina – Koraközépkori vár maradványai a Koturevi településrészen. A kör alaprajzú földvár átmérője 14 méter volt. A vár platójának központ részét 3 méter széles sánc védte. Tőle délnyugatra és délkeletre még egy, 17 méter hosszúságú, félkör alakú sánc volt, melynek szerepe a belső sánc védelme volt. A kerámialeletek alapján korát a kora középkorban határozták meg.[4]